# Timnit Gebru
Timnit Gebru (Adis Abeba, Etiópia, n. 1982/1983) é uma cientista de computação que trabalha com polarização algorítmica, mineração de dados e ética para a inteligência artificial. Neste âmbito, trabalhou na Microsoft e co-liderou o departamento de Ética para Inteligência Artificial da Google, até dezembro de 2020. Fez parte do Stanford AI Lab, o laboratório de investigação sobre inteligência artificial da Universidade de Stanford. É uma defensora da diversidade em tecnologia e co-fundadora da Black in AI, uma comunidade de pesquisadores negros que trabalham com inteligência artificial. Em dezembro de 2021, anunciou ter fundado o seu próprio instituto de investigação em inteligência artificial.
Gebru foi reconhecida como uma das 50 maiores líderes do mundo pela revista Fortune, em 2021.

## Biografia
Gebru nasceu e cresceu em capital da Etiópia, Adis Abeba. O seu pai morreu quando ela tinha apenas cinco anos, pelo que foi criada pela sua mãe. Ambos os seus pais são originários da Eritreia. Gebru mudou-se para os Estados Unidos da América sob asilo político. Depois de concluir o ensino médio em Massachusetts, ela foi aceite para estudar na Universidade de Stanford, onde se licenciou e concluiu o mestrado em engenharia elétrica.

## Carreira
Gebru trabalhou na Apple Inc., onde desenvolveu algoritmos de processamento de sinal para o primeiro iPad. Em 2017, aceitou um emprego na Microsoft, onde esteve no departamento de Justiça, Responsabilidade, Transparência e Ética para inteligência artificial.

### Doutoramento
Gebru obteve seu doutorado sob a supervisão de Fei-Fei Li na Universidade de Stanford em 2017. O seu doutorado teve o apoio da NSF Foundation GRFP fellowship e da Stanford DARE fellowship, ambas bolsas atribuídas a alunos que se destacam nas áreas de engenharia.  Para o seu PhD, Gebru usou mineração de dados de imagens publicamente disponíveis.  Ela estava interessada na quantidade de dinheiro gasta por organizações governamentais e não governamentais tentando coletar informações sobre as comunidades.  Para investigar alternativas, Gebru combinou o aprendizado profundo com o Google Street View para estimar a demografia dos bairros dos Estados Unidos, mostrando que atributos socioeconómicos como padrões de votação, renda, raça e educação podem ser inferidos a partir de observações de carros. Gebru analisou mais de 15 milhões de imagens das 200 cidades mais populosas dos EUA.  O trabalho foi amplamente coberto pela mídia, incluindo pela BBC News, Newsweek, The Economist e The New York Times. 

## Reconhecimentos
Juntamente com Joy Buolamwini e Inioluwa Deborah Raji, Gebru recebeu um prémio na categoria de Inteligência Artificial para o Bem, nos prémios de Inovação em IA da  VentureBeat, sendo elogiada pelo seu trabalho de pesquisa que sublinha o problema significativo de viés algorítmico no reconhecimento facial.
- 2023 - 100 mulheres mais inspiradoras do mundo pela BBC.[21]
- 2021 - Timnit Gebru foi reconhecida como uma das 50 maiores líderes do mundo pela revista Fortune, em 2021.[6]